# Sharon Kleinbaum
Sharon Kleinbaum (1959) es una rabina estadounidense que fue líder espiritual de la Congregación Beit Simchat Torah de la ciudad de Nueva York durante 32 años. Actualmente es la primera Rabina Emérita Senior de la sinagoga. Ha sido una activa defensora de los derechos humanos y del matrimonio civil para las parejas del mismo sexo.
El 30 de julio de 2021, el presidente Biden propuso el nombramiento de Kleinbaum para la Comisión de Estados Unidos sobre Libertad Religiosa Internacional: los nombramientos presidenciales para la comisión no requieren la aprobación del Congreso.

## Biografía
Kleinbaum nació y creció en Rutherford, Nueva Jersey. Se graduó de la Escuela Frisch en 1977 y se graduó, cum laude, en el Barnard College en ciencias políticas en 1981. Mientras estaba en Barnard College, lideró protestas contra las inversiones de Barnard en Sudáfrica y contra la proliferación de armas nucleares. Ella es abiertamente lesbiana y tiene dos hijas. Fue ordenada como rabina en el Colegio Rabínico Reconstruccionista en 1990. Kleinbaum también estudió en la Universidad Hebrea de Jerusalén y en el Centro de Estudios Hebreos y Judíos de Oxford. Es miembro de la Conferencia Central de Rabinos Americanos y de la Asociación Rabínica Reconstruccionista.

## Carrera profesional
Kleinbaum fue la primera rabina del CBST en 1992. Es una estacada defensora de los derechos humanos.
En 1995, Kleinbaum, junto con la rabina Margaret Wenig y con Russell Pearce, enviaron una solicitud pidiendo apoyo en favor del matrimonio civil para parejas del mismo sexo a la Comisión de Acción Social del movimiento reformista; una vez fue aprobada una resolución en este sentido, Wenig la presentó a la Conferencia Central de Rabinos Americanos, que la aprobó en 1996.
Kleinbaum formó parte de la Comisión del alcalde Bloomberg sobre jóvenes lesbianas, gays, bisexuales, transexuales y queer (LGBTQ) fugitivos y sin hogar y del Comité Asesor LGBT del Departamento de Policía de Nueva York (2009-2010). Kleinbaum también formó parte del Comité para la Transición del Alcalde de Blasio (2013-2014) y del Subgrupo de Trabajo sobre Justicia Social del Grupo de Trabajo sobre Religión y Política Exterior del Departamento de Estado de EE. UU. (2014). Designada por el senador Chuck Schumer, fue miembro de la Comisión de Estados Unidos para la Libertad Religiosa Internacional de 2019 a 2020. También formó parte de la Comisión de Derechos Humanos de la Ciudad de Nueva York, del Consejo Asesor Sobre la Fe del Alcalde de Blasio, de la junta directiva de New York Jewish Agenda, de la New Sanctuary Coalition de Nueva York y de la junta directiva del New Israel Fund (NIF). La rabina Kleinbaum es miembro de los comités ejecutivos de la Oficina de Servicios de Desarrollo Religioso y Sin Fines de Lucro de la Gobernadora Hochul y del Consejo Interreligioso del Estado de Nueva York (NYSIC).

## Vida personal
Kleinbaum se casó con la rabina Margaret Wenig en 2008. Más tarde se divorciaron. Kleinbaum volvió a casarse con Randi Weingarten el 25 de marzo de 2018.

## Reconocimientos
Kleinbaum ha sido nombrada uno de los 50 rabinos con mayor influencia en America por la revista Newsweek durante varios años, así como también una de las 150 Women Who Shake the World (Mujeres que Sacuden el Mundo). Newsweek también la nombró una de las 10 Mujeres Líderes Religiosas, y el Huffington Post una de los 15 Inspiring LGBT Religious Leaders (Líderes Religiosos Referentes LGBT). Forward y el New York Jewish Week la nombraron uno de los 50 líderes religiosos del país,Forward's una de las Sisterhood 50 American Influential Rabbis y AM New York la nombró una de las Mujeres Más Influyentes de la Ciudad de Nueva York en el Día International de la Mujer.
En diciembre de 2024, Sharon Kleinbaum fue incluida en la lista100 Women de la BBC.
Además, ha recibido otros reconocimientos:
- Premio New York City Comptroller Elizabeth Holtzman por su liderazgo y coraje en la lucha por los derechos de lesbianas y gays.
- Premio Hetrick-Martin Emery, 1996.
- Premio Reconstructionist Rabbinical College Board of Governors, 1997.
- Premio New York City Comptroller Alan G. Hevesi por su liderazgo y dedicación a salvaguardar los derechos de lesbianas y gays, 1998.
- Jewish Fund for Justice's "Woman of Valor", 2000.
- The Lavender Light: Premio Black and People of All Colors, Lesbian and Gay Gospel Choir Warriors of Faith, 2006.
- Grand Marshal for Heritage del Gay Pride March, 2007.
- Premio LGBT Center's Women's Event Community Leader, 2009.
- Premio Reconstructionist Rabbinical College's Keter Shem Tov, 2012.
- Premio Jews For Racial and Economic Justice's (JFREJ's) Rabbi Marshall T. Meyer Risk Taker, 2014.
- Premio a la Paridad: Por una vida de activismo y liderazgo, 2016.
- Centro Islámico de la Universidad de Nueva York: Premio Visionario, 2017.
- Premio Auburn Seminary Lives of Commitment, 2017.
- Muslim Community Network 2018.

## Libros
- Kleinbaum, Sharon (2021). "Two Days After the U.S. Capitol is Attacked". In Knopf, Michael Rose; Aniel, Miriam (eds.). No Time for Neutrality: American Rabbinic Voices from an Era of Upheaval. ISBN 979-8737101305.
- Rabbi Mike Moskowitz (24 de marzo de 2021). Moskowitz, Mike; Kleinbaum, Sharon (eds.). Chaver Up!: 49 Rabbis Explore What it Means to be an Ally through a Jewish Lens. Congregation Beit Simchat Torah. ISBN 979-8727433546.

## Filmografía
La rabina Kleinbaum ha aparecido en las siguientes películas:
- Everything Relative (1996) escrita y dirigida por Sharon Pollock.
- Ruthie and Connie: Every Room in the House (2002) Dirigida por Deborah Dickson. Con Ruthie Berman y Connie Kurtz.
- Jerusalem is Proud to Present (2008) Película de Nitzan Gilady, Productor: Galia Bador.
- Grace Paley: Collected Shorts (2009) Película de Lilly Rivlin.